# زبدة (جنين)
زبدة  هي قرية من قرى الضفة الغربية وتتبع محافظة جنين، ومن القرى التي وقعت في حرب 1967. هي قرية صغيرة، تقع على طريق طولكرم-جنين وفي الجهة الغربية من بلدة يعبد وتبعد عنها 4 كم. هي مملوكة لأهالي يعبد، وتقع إلى الغرب من مدينة جنين وتبعد عنها 23 كم، ويصل إليها طريق محلي ممهد يربطها بالطريق الرئيسي وترتفع 280 مترعن سطح البحر، ويرجع أسمها إلى كلمة (زبدين) السريانية بمعني الزبدة أو مكان صنع الزبدة.
تبلغ مساحة أراضيها (11924) دونماً يحيط بها أراضي قرى برطعة، ويعبد، وافراسين، وقفين، قُدر عدد سكانها في عام 1922 (150) نسمة وفي عام 1945 (190) نسمة، وفي عام 1967 (426) نسمة وفي عام 1997 بلغوا (620) نسمة، تقع خربة «ظهر العبد» في الجهة الغربية من زبدة وتضم القرية مواقع أثرية وجبل يحتوي آثار.

## سبب تسمية
هنالك مقولات تروي أن اسم "زبدة" مأخوذ من الكلمة السريانية "زبدين"، والتي تعني الزبدة أو مكان إنتاجها، ما يعكس شهرة القرية في إنتاج الألبان منذ القدم. ومن الممكن أن تكون سميت بذلك نسبة الى خصوبة أراضيها التي كانت منذ القدم واحدة من أخصب المراعي في منطقة جنين. 

## الحدود
تتوسط زبدة مجموعة من القرى والبلدات، حيث تقع قرية أم دار إلى الشمال منها، وقرية الخلجان إلى الشمال الشرقي. أما مدينة يعبد فإلى الشرق، وبلدة إمريحة تقع في الجنوب الشرقي. إلى الجنوب تقع بلدة فراسين، بينما تتواجد قرية ظهر العبد إلى الجنوب الغربي. وأخيراً، تقع خربة المنطار إلى الغرب. 

## تاريخها
تم العثور فيها على قطع فخارية من العصر الروماني المبكر والمتأخر (20% + 25%)، العصر البيزنطي (25%)، والعصر الإسلامي المبكر (10%) والعصور الوسطى (15%). من المحتمل أن تكون زبدة هي المكان الذي يُسمى زبيديلوم في المصادر الصليبية في عام 1200.

### العصر العثماني
تم دمج قرية زبدة، مثل بقية فلسطين، في الإمبراطورية العثمانية عام 1517. خلال القرنين السادس عشر والسابع عشر، كانت مصموس تابعة لإمارة تراباي (1517-1683)، التي شملت أيضًا مرج ابن عامر وحيفا وجنين ووادي بيت شان وشمال جبل نابلس وبلاد الروحة والجزء الشمالي من سهل شارون.
في تعداد عام 1596 ظهرت القرية باسم زبدة، وهي تقع في لواء اللجون. كان عدد سكانها 26 أسرة، جميعهم مسلمون. كما كانوا يدفعون ضريبة ثابتة بمعدل 25% على المنتجات الزراعية، بما في ذلك القمح والشعير والمحاصيل الصيفية والماعز وخلايا النحل، بالإضافة إلى الإيرادات العرضية وضريبة على معصرة زيت الزيتون أو شراب العنب، بإجمالي 6500 آقجة. كما تم العثور هنا أيضًا على بقايا فخارية من العصر العثماني المبكر.
تم التخلي عن زبدة مؤقتًا في وقت ما بعد القرن الثامن عشر بسبب الحرب أو الثأر بين الإخوة، ربما أثناء حرب قيس واليمن في الفترة من 1840 إلى 1860. في عام 1838 تم تسجيل زبدة كقرية في قضاء جنين، والتي تسمى أيضًا قضاء الحارثية الشمالية. في عام 1882، نشرت مؤسسة أبحاث فلسطين مسحها لفلسطين الغربية في سبعينيات القرن التاسع عشر، ووصفت فيه زبدة بأنها "قرية مدمرة بها بئر".

### عصر الانتداب البريطاني
في تعداد فلسطين عام 1922 الذي أجرته سلطات الانتداب البريطاني، بلغ عدد سكان زبدة 150 مسلمًا، وانخفض في تعداد عام 1931 إلى 132 مسلمًا، في إجمالي 22 منزلًا. في إحصاءات عام 1945، بلغ عدد سكان زبدة 190 مسلمًا، بإجمالي 11924 دونمًا من الأراضي، وفقًا لمسح رسمي للأراضي والسكان. من هذه المساحة، تم استخدام 1136 دونمًا للمزارع والأراضي القابلة للري، و1022 دونمًا للحبوب، في حين تم تصنيف إجمالي 6591 دونمًا كأراضي غير صالحة للزراعة.

### العصر الأردني
بعد الحرب العربية الإسرائيلية عام 1948، واتفاقيات الهدنة اللاحقة عام 1949، أصبحت زبدة تحت الحكم الأردني.

### السلطة الفلسطينية
بقيت القرية تحت الاحتلال حتى عام 1993، عندما تم توقيع اتفاق أوسلو بين منظمة التحرير الفلسطينية وحكومة الاحتلال، تم تأسيس مجلس قروي يدير شؤون القرية إدارياً ويتبع بدوره لمركز محافظة مدينة جنين.

## وصلات خارجية
- فلسطين في الذاكرة/ زبدة

1. ↑  محمد محمد شراب (1987)، ‎⁨معجم بلدان فلسطين ⁩، دمشق: دار المأمون للتراث، ص. 428، OCLC:1090683572، QID:Q133847970
2. ↑  "زَبْدَة | موسوعة القرى الفلسطينية". palqura.com. مؤرشف من الأصل في 2025-04-18. اطلع عليه بتاريخ 2025-03-17.
3. 1 2  "زَبْدَة | موسوعة القرى الفلسطينية". palqura.com. اطلع عليه بتاريخ 2025-05-24.
4. ↑  Dauphin, 1998, p. 751
5. ↑  Zertal, 2016, pp. 288- 289 نسخة محفوظة 2025-01-25 على موقع واي باك مشين.
6. ↑  al-Bakhīt, Muḥammad ʻAdnān; al-Ḥamūd, Nūfān Rajā (1989). "Daftar mufaṣṣal nāḥiyat Marj Banī ʻĀmir wa-tawābiʻihā wa-lawāḥiqihā allatī kānat fī taṣarruf al-Amīr Ṭarah Bāy sanat 945 ah". www.worldcat.org (بالإنجليزية). Amman: Jordanian University. pp. 1–35. Retrieved 2023-05-15.
7. ↑  Marom، Roy؛ Marom، Tepper؛ Adams، Matthew, J (2023). "Lajjun: Forgotten Provincial Capital in Ottoman Palestine". Levant. ج. 55 ع. 2: 218–241. DOI:10.1080/00758914.2023.2202484. S2CID:258602184. مؤرشف من الأصل في 2024-07-09.{{استشهاد بدورية محكمة}}:  صيانة الاستشهاد: أسماء متعددة: قائمة المؤلفين (link)
8. ↑  Hütteroth and Abdulfattah, 1977, p. 159
9. ↑  Grossman, D. (1986).
10. ↑  Robinson and Smith, 1841, vol 3, Appendix 2, p. 131
11. ↑  Conder and Kitchener, 1882, SWP II, p. 72
12. ↑  Barron, 1923, Table V, Sub-district of Jenin, p. 30
13. ↑  Mills, 1932, p. 72
14. ↑  Government of Palestine, Department of Statistics, 1945, p. 17 نسخة محفوظة 2023-11-19 على موقع واي باك مشين.
15. 1 2 3  Government of Palestine, Department of Statistics.